# NK Interblock
Interblock Ljubljana je slovenski nogometni klub iz Ljubljane. 
Klub je osnovan 1975. godine i do 1. siječnja 2007. je postojao pod imenom Factor.
Klub do sezone 2005./06. nije imao većih uspjeha. Igrao je u Trećoj i Drugoj ligi Slovenije. U sezoni 2007./08. postiže najveći uspjeh u povijesti kluba osvajanjem slovenskoga kupa, a samim tim i pravo igranja u UEFA-inom kupu.

## Vanjske poveznice
- (slov.) Službena stranica  Arhivirana inačica izvorne stranice od 26. srpnja 2017. (Wayback Machine)